# Margarita Asquerino
Margarita Asquerino (Sanlúcar de Barrameda, 1949) es una actriz española, reconocida por sus papeles como Logi en La que se avecina y Josefa en 30 monedas.

## Carrera
Margarita interpretó su primer papel en 2018, protagonizando el cortometraje Lentejas, dirigido por Carlos Blanco Barberà, que se estrenó ese mismo año en el Notodofilmfest. Este papel le llevó a ser la ganadora del premio a la Mejor Actriz de Cortometraje en el Festival Iberoamericano ABC.
En 2023 Margarita se unió al reparto de la serie de Telecinco La que se avecina, en su decimotercera temporada, que tuvo su estreno el 18 de noviembre de ese mismo año en Amazon Prime Video. La actriz interpreta a Logi, la sirvienta de una marquesa empobrecida que vive en el barrio madrileño de Salamanca.y no hay evidencias de cuando era joven

## Filmografía

### Cine
| Año  | Título                     | Papel             | Notas        |
| ---- | -------------------------- | ----------------- | ------------ |
| 2018 | Lentejas                   | Madre             | Cortometraje |
| 2018 | El mejor verano de mi vida | Señora del parque | Película     |

### Televisión
| Año           | Título              | Papel          | Notas        |
| ------------- | ------------------- | -------------- | ------------ |
| 2020          | La valla            |                | 1 episodio   |
| 2020          | Vamos Juan          | Tía Isabel     | 1 episodio   |
| 2020          | Nasdrovia           |                | 1 episodio   |
| 2021          | Los hombres de Paco |                | 1 episodio   |
| 2021-2023     | El pueblo           |                | 4 episodios  |
| 2022          | Entrevías           |                | 2 episodios  |
| 2022          | Kosta               | Carmen         | 1 episodio   |
| 2022-presente | La que se avecina   | Eulogia "Logi" | ¿? episodios |
| 2023          | 30 monedas          | Josefa         | 2 episodios  |

## Premios y nominaciones
- Mejor Actriz de Cortometraje, del Festival Iberoamericano ABC (Ganadora).[2]